# فوی سانانیکونه
فوی سانانیکونه (انگلیسی: Phoui Sananikone؛ ۶ سپتامبر ۱۹۰۳ – ۴ دسامبر ۱۹۸۳) سیاستمدار اهل لائوس بود. وی دو بار از ۲۴ فوریه ۱۹۵۰ تا ۱۵ اکتبر ۱۹۵۱ و سپس از ۱۷ اوت ۱۹۵۸ تا ۳۱ دسامبر ۱۹۵۹ نخست‌وزیر این کشور بود.
فوی سانانیکونه در ۴ دسامبر ۱۹۸۳، بعد از یک دوره طولانی بیماری در سن ۸۰ سالگی در پاریس درگذشت.